# Кара-Коюнлу (ковёр)
Ковры «Кара-коюнлу» (азерб. Qaraqoyunlu xalçaları) — азербайджанские ворсовые ковры, входящие в Газахскую группу Гянджа-Газахского типа и Карабахскую группу Карабахского типа. Они имеют идентичное наименование и разные композиции.

## Этимология
Название этих ковров, входящих в газахскую группу, связано с названием племени Кара-коюнлу, жившего на восточном и северном побережье озера Севан (Гёйча).
В некоторых русских источниках название района упоминается как Гёйчайский район.
Кара-коюнлу — племенной союз туркмен-огузов по происхождению.
В произведениях «Тарихи-Туркмания» и «Тарихи Султан Кутбшахи», повествующих об истории Кара-Коюнлу, упоминается приход Кара-коюнлу с населением в 30 тысяч палаток из Туркестана в Азербайджан, Иран и Восточную Анатолию в 1202—1203 годах под предводительством Торе-Бея, седьмого прадеда Кара Юсифа из династии Огузов. В 1410 году каракоюнлинцы под предводительством Кара Юсифа Кара-коюнлу основали государство Кара-Коюнлу. В книге Д. Д. Пагирева «Алфавитный указатель к пятиверстной карте Кавказского края» 1913 года наименование Кара-коюнлу упоминается 16 раз.
Вообще территория, которую населяло племя Кара-коюнлу, и особенно сёл Полад, Чайкенд, Гёлькенд, Акбулаг, Тала, Каравансарай (Иджеван), Узунтала и другие, расположенные на севере и на востоке озера Севан и у местного населения получили название «Гейча», славятся производством ковров.
Современный Газахский район и территории, расположенные к западу и юго-западу от него вокруг озера Севан, раньше назывались также Кара-Коюнлу.

## Художественный анализ
Ковры «Кара-Кююнлу» имеют медальонную композицию в нескольких вариантах.
К первому варианту относят ковры, серединное поле которых состоит только из гёлей многоугольной формы. Расположенные в серединном поле один над другим по вертикали, они по форме напоминают гёли ковров «Зейва», входящих в Кубинскую группу. Согласно информации, опубликованной в книге Видади Мурадова «Ковроткачи Газах-Борчалинского региона», можно отметить, что первый вариант ковров «Кара-коюнлу» и сегодня ткётся азербайджанцами, живущими в Товузском, Газахском районах Азербайджана и Болнисском районе Грузии.
Гёли ковров второго варианта сравнительно невелики, а их края, как говорят местные ковроткачи, бывают с завитками (гармаглы — с крючками). О «Кара-коюнлу» говорится при анализе ковров группы «Джебраиль». Между гёлями симметрично изображены две головы животных. Местные ковроткачи утверждают, что это изображение двуглавого аждахи-дракона, а некоторые считают его «ордеком» — уткой. Народы Средней Азии, в том числе Киргизии, а также Казахстана, Северного и Северо-Западного Азербайджана считали, что утка и гусь приносят благополучие и изобилие, и относились к ним как к священным птицам. Название села в Азербайджане — «Ордекли» — связано с этим поверьем.
Наконец, некоторые фрагменты ковров второго варианта и особенно тонкие полосы медахили, окружающие серединное поле, и расположенную рядом малую кайму можно встретить также в куба-ширванских коврах. Третий вариант составляют ковры, которые старейшие мастера называют «Хейкал». В настоящее время эти ковры производятся очень редко, а в прежние времена они были знаменитыми и очень модными коврами газахской группы. В серединном поле находятся расположенные в ряд три больших гёля. Они имеют зубчатый контур, сделанный ломаными линиями. Центральная ось симметрии делит серединное поле по горизонтали на две части и создает рисунок двух человеческих бюстов анфас, что еще раз подтверждает правильность выдвинутых ткачами предположений.
Можно встретить также ковры «Хейкал», серединное поле которого делится прямыми линиями на четырехугольники. Бордюрные полосы ковра построены в соответствии с серединным полем и весьма оригинальны.
«Кара-Коюнлу» Джебраильской группы Карабахской школы.
Они являются по происхождению образцами тюркского народного искусства, по композиции напоминая среднеазиатские, а также азербайджанские ковры «Газах». Его серединное поле имеет два плана — передний и задний. В центре первой части, то есть-переднего плана, имеется большой гёль с зубчатыми очертаниями. В верхней и нижней частях гёля находится элемент «кехна нахыш» (древний узор), характерный для древних муганских ковров. Туркменские ковроткачи называют этот элемент «Гырх гочаг», что значит сорок удальцов, храбрецов. Тонкая бордюрная полоса «медахиль», поднимающаяся снизу-вверх, ломается в том месте, где до верхнего края серединного поля остаётся 20 сантиметров и направляется к центральной оси, образуя арку (мехраб). Эта арка, окаймлённая тонкой полоской, представляет собой символическую форму, имеющую религиозное значение и характерную для ковриков намазлык. Если присмотреться, к ней, то можно обнаружить сходство с силуэтом широкоплечего человека в анфас. Это фантастическое изображение одной из звёзд, которым поклонялись некоторые народы Ближнего Востока и Средней Азии, где до арабского завоевания существовал астрокульт. В период арабско-исламского правления этот символический знак стал отражать понятия новой религии — мусульманства и приобрёл религиозно-декоративную форму «лячак», «таг» (намазлык). В верхней части серединного поля, точнее — на заднем плане ковра, как и на переднем, рассыпаны элементы, которые у народа получили название «Саггалдарагы» (гребень для бороды). Бордюр, окружающий серединное поле, состоит из двух медахилей, называемых «хеменкёманчи», и одной серединной каймы с белым фоном, характерным для бакинских ковров, которая называется «чахмаг» (курок).

## Технический анализ
Газахские ковры «Кара-коюнлу» бывают обычно небольшого размера. Иногда встречаются халы приблизительно в 4 квадратных метра, которые ткачи называют «халибаласы» — малые хали и удлиненные гяба.
Плотность узлов: на каждом квадратном дециметре помещается от 25x25 до 35x35 узлов.
На каждом квадратном метре — от 60.000 до 120.000 узлов).
Высота ворса 8-11 миллиметров.
Ковры и гяба «Кара-коюнлу» относятся к средней категории ковров газахской школы.
Карабахские ковры «Кара-коюнлу» обычно бывают размером примерно от 100 X 150 до 150 X 200 сантиметров. В редких случаях встречаются ковры удлинённой формы и больших размеров.
Плотность узлов: на каждый квадратный дециметр приходится от 35x35 до 40x40 узлов (на каждый квадратный метр — от 125 000 до 160 000 узлов).
Высота ворса — 6-8 миллиметров.
Ковры «Кара-коюнлу» можно считать отличными образцами карабахского типа ковров.

## Музеи и коллекции
В Азербайджанском Национальном Музее Ковра хранится Газахский килим «Гарагоюнлу» начала XX века вошедший в коллекцию «Безворсовые ковры» в 2020 году. Художественная структура ковра «Каракоюнлу» состоит из ритмических раппортов как однотонных, так и орнаментальных горизонтальных полос. На широких полосах изображены присущие древним огузским племенам узоры «гошагармаг» (парные крючки), или «гошабуйнуз» (парные рога), которые старые ковроткачи издревле называют также «килим дамгасы» (тамга килима). Полосы килима, кроме самых узких, украшены ленточным орнаментом «долама», символом проточной воды, который обогащает художественный смысл композиции .